# Macronemurus reticulatus
Macronemurus reticulatus är en insektsart som beskrevs av Navás 1936. Macronemurus reticulatus ingår i släktet Macronemurus och familjen myrlejonsländor. Inga underarter finns listade i Catalogue of Life.